# Instituto Max Planck de Pesquisa do Carvão
O Instituto Max Planck de Pesquisa do Carvão (em alemão:  Max-Planck-Institut für Kohlenforschung) está sediado em Mülheim an der Ruhr. O foco principal da pesquisa é o desenvolvimento de catalisadores seletivos. Ao contrário dos outros Institutos Max Planck, que são partes legalmente dependentes da Sociedade Max Planck, este instituto é uma fundação jurídica independente e sem fins lucrativos de direito privado. O objetivo da fundação é promover a pesquisa científica básica para o benefício do público em geral. Os patrocinadores da fundação são a Sociedade Max Planck, a cidade de Mülheim an der Ruhr e a mineração de carvão.

## História

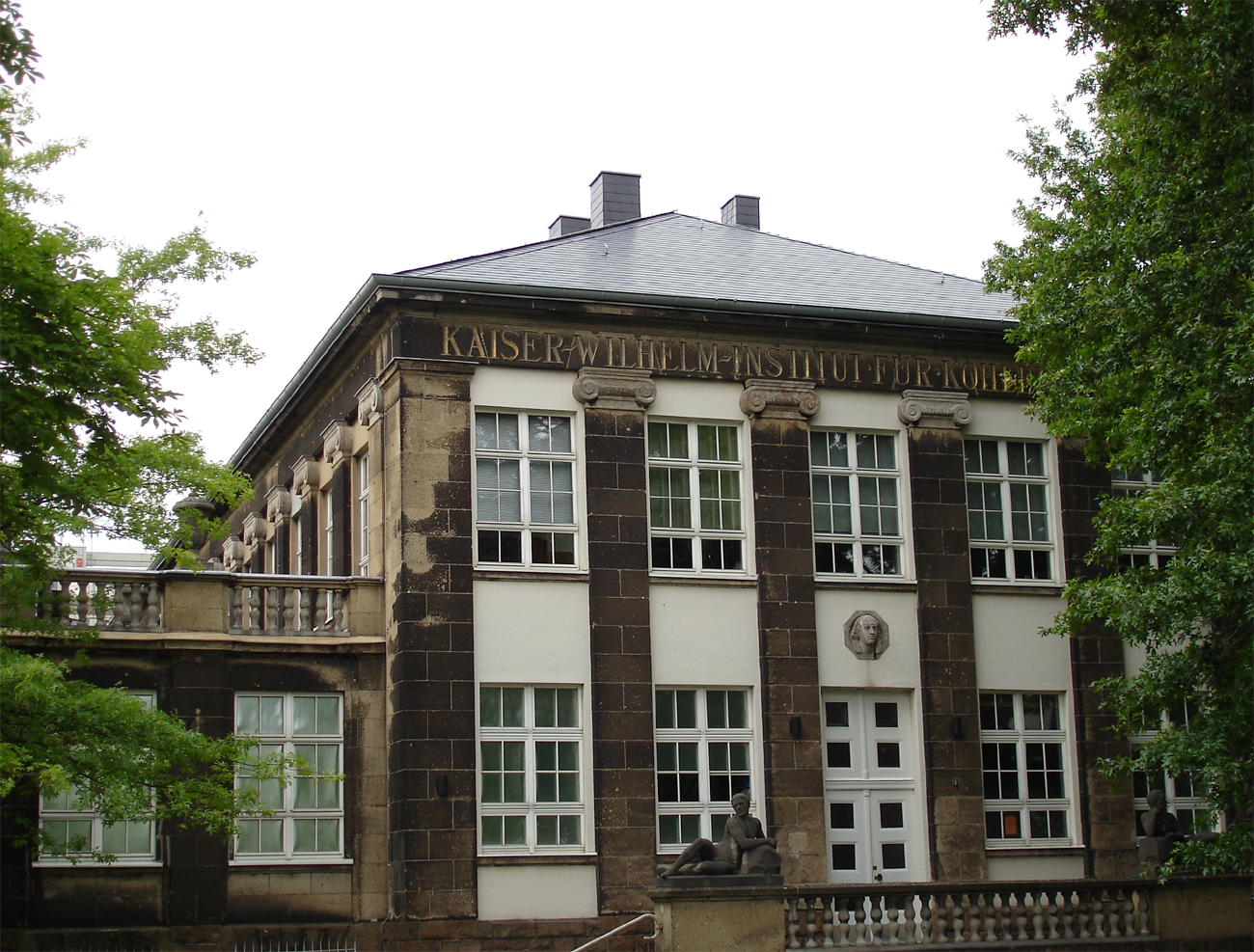
Antiga edificação do MPI, com a inscrição: Kaiser-Wilhelm-Institut für Kohlenforschung

O instituto foi fundado em 1912 como "Kaiser-Wilhelm-Institut für Kohlenforschung" e foi inaugurado em 27 de julho de 1914. O primeiro diretor foi Franz Joseph Emil Fischer. O instituto faz parte da Sociedade Max Planck desde 1948.
- Em 1925 o Processo de Fischer-Tropsch foi encaminhado para patente. Com este processo é obtida gasolina a partir do carvão mineral em pressão normal. O processo tem o nome de Franz Fischer e Hans Tropsch. Ainda é usado utualmente.
- Em 17 de novembro de 1953 Karl Ziegler recebeu uma petente para seu Verfahren zur Herstellung von hochmolekularem Polyethylen. A licença foi vendida para a Hoechst AG e chegou a render diariamente 200 000 DM. Assim o MPI pode manter-se de forma autônoma até a década de 1990. Em 1963 Karl Ziegler recebeu por esta invenção o Nobel de Química.
- Em 1970 Kurt Zosel obteve uma patente por seu processo de extração de cafeína do café. Com o mesmo é produzido café descafeinado.
- Em 1981 o Instituto de Química de Radiação foi desmembrado como Instituto Max Planck de Química de Radiação (atualmente renomeado e realinhado para Instituto Max Planck para Conversão de Energia Química).
- A partir de 1993 o instituto foi dividido em vários departamentos.
- Em 6 de outubro de 2021 o diretor do Instituto Max Planck para Pesquisa de Carvão, Benjamin List, junto com David MacMillan, recebeu o Nobel de Química pelo "desenvolvimento da organocatálise assimétrica".[2]

## Organisação
O Instituto Max Planck para Pesquisa de Carvão consiste em cinco departamentos:
- Síntese orgânica, direção de Tobias Ritter
- Catálise Homogênea, direção de Benjamin List
- Catálise heterogênea, direção de Ferdi Schüth
- Química organometálica, direção de Alois Fürstner
- Teoria molecular e espectroscopia, direção de Frank Neese

Juntamente com o Instituto Max Planck de Pesquisa do ferro o Instituto Max Planck de Pesquisa do Carvão mantém a International Max Planck Research School for Surface and Interface Engineering in Advanced Materials.
Mantém juntamente com o Instituto Max Planck para Conversão de Energia Química, a Universidade de Bochum, a Universidade de Duisburg-Essen e a Universidade de Bonn a International Max Planck Research School on Reactive Structure Analysis for Chemical Reactions (IMPRS-RECHARGE).
Em 2008 o MPI foi reconhecido pela Sociedade Alemã de Química (GDCh) como um Sítio Histórico da Química pelo trabalho de Karl Ziegler no campo da química orgânica e organometálica, bem como da catálise química.

## Ziegler Vorlesungen
Desde 1980 o Instituto Max Planck para Pesquisa de Carvão concede a Ziegler Vorlesung quase anualmente, em cooperação com a fundação da mulher e filha de Karl Ziegler. Os palestrantes são:
- 1980 – Klaus Hafner
- 1981 – Dieter Seebach
- 1982 – Malcolm L. H. Green
- 1983 – Ernst Otto Fischer
- 1984 – Heinz A. Staab
- 1987 – Wolfgang A. Herrmann
- 1988 – Manfred T. Reetz
- 1993 – Barry Trost
- 1994 – Ryōji Noyori
- 1995 – Stephen L. Buchwald
- 1996 – Alfons Baiker
- 1997 – Eric Jacobsen
- 1998 – John Meurig Thomas
- 1999 – Robert Grubbs
- 2000 – Rutger van Santen
- 2001 – John F. Hartwig
- 2002 – Gerhard Ertl
- 2003 – David Evans
- 2004 – Pierre A. Jacobs
- 2005 – Kendall Houk
- 2006 – Hisashi Yamamoto
- 2007 – Avelino Corma
- 2010 – Scott Denmark
- 2011 – Peter Chen
- 2012 – Matthias Beller
- 2013 – Dieter Enders
- 2015 – Stefan Grimme
- 2016 – Erick M. Carreira
- 2017 – Amir H. Hoveyda
- 2018 – Kyoko Nozaki
- 2019 – Bert Weckhuysen
- 2020 – David Milstein[4]